# Chiemi Chiba
Chiemi Chiba (千葉 千恵巳?, Chiba Chiemi; Kawaguchi, 25 febbraio 1975) è un'attrice e doppiatrice giapponese.
È meglio conosciuta per aver doppiato Doremi Harukaze in Ojamajo Doremi. Si è sposata nel 2013 e ha un figlio.

## Ruoli

### Anime
1998
- Verda Tanko He Mo-su – Micah
- Chosoku Spinner – Rian Yumemiya

1999
- Space Pirate Mito – Konabi
- Ojamajo Doremi – Doremi Harukaze
- Hoshin Engi – Kibi
- Aoi & Mutsuki: A Pair of Queens – Konabi
- Zoids – Merrian

2000
- Mon Colle Knights – Adventurers Pocket
- Pilot Candidate – Saki Mimori
- Ojamajo Doremi# – Doremi Harukaze
- Daa! Daa! Daa! – WanNya
- Gate Keepers – Saemi Ukiya
- Tottoko Hamtarō Dechu – Ponytail-chan

2001
- Mo~tto! Ojamajo Doremi[3] – Doremi Harukaze
- Mobile Angel: Angelic Layer – Arisu Fujisaki
- Sister Princess – Hinako

2002
- Ojamajo Doremi Dokka~n! – Doremi Harukaze
- Mirmo de pon! – Akumi
- The Twelve Kingdoms – Kei-Kei
- Asobotto Senki Goku – Marie
- Sister Princess: Re Pure – Hinako
- Galaxy Angel A – Hariu Framboise

2003
- Nanaka 6/17 – Nanaka Kirisato
- Kaleido Star – Lucy
- Zatch Bell – Natsuko
- Di Gi Charat Nyo! – Casalinga
- Dokkoider – Hinako
- Requiem from the Darkness – Orikudon
- Rockman.EXE Axess – Aquaman

2004
- Legendz - La leggenda dei re draghi – Anna
- Duel Masters Charge – Imelda
- Sweet Valerian – Lycorine
- Rockman.EXE Stream – Aquaman

2005
- Oh, mia dea! (Ex)
- Black Cat – Kyoko Kirisaki
- MÄR – Emokis
- Odenkun – Tamago-chan
- Tsubasa RESERVoir CHRoNiCLE – Yuzuriha Nekoi
- Rockman.EXE Beast – Aquaman
- Mushishi – Akoya

2006
- Hime-sama Goyōjin – Karen
- Rockman.EXE Beast+ – Aquaman

2007
- Hatarakids My Ham Gumi – Sylvie

2008
- Noramimi – Mai
- Duel Masters Cross – Imelda
- Monochrome Factor – Sarasa Nishikiori
- Kyōran kazoku nikki – DojiDevil
- The Earl and The Fairy – Merrow Girl
- To Love-Ru – Magical Kyoko (ep. 10, 20), Mio Sawada

2009
- Marie & Gali[4] – Marika
- Gokujō!! Mecha mote iinchō – TemoTemo

2010
- Marie & Gali ver. 2.0 – Marika
- Motto To Love-Ru – Mio Sawada, Magical Kyoko
- Star Driver: Kagayaki no Takuto – Benio Shinada / Scarlet Kiss

2012
- To Love-Ru Darkness – Mio Sawada, Magical Kyoko

2013
- Rozen Maiden – Zurückspulen[5] (Kirakishou/Schnee Kristall)
- Walkure Romanze: shōjo kishi monogatari[6] – Fiona Beckford

2015
- To Love-Ru Darkness 2nd – Mio Sawada

2016
- Tiger Mask W[7] – Ruriko Yamashina

2017
- Kirakira Pretty Cure À La Mode[8] – Bibury

### Film
2000
- Ojamajo Doremi# - The Movie – Doremi Harukaze

2001
- Mo~tto! Ojamajo Doremi - The Movie – Doremi Harukaze

2013
- Star Driver - The Movie – Benio Shinada

### OAV
1998
- Getter Robot - The Last Day – Operatrice

2004
- Ojamajo Doremi Na-i-sho – Doremi Harukaze

2005
- Majokko Tsukune-chan – Kokoro

### ONA
2019
- Ojamajo Doremi gekijō – Doremi Harukaze

### Videogiochi
1994
- Sotsugyō Shashin/Biki – Ayumi Tachibana

2001
- True Love Story 3 – Madoka Onodera
- Kaenseibo – Kyoko Kiyono
- Doki Pretty League Lovely Star – Aika Takagamine

2006
- Black Cat ~Angel Clockwork~ – Kyoko Kirisaki

2008
- To LoveRu: Waku Waku! Rinkangakkou-Hen – Mio Sawada, Magical Kyoko

2011
- Star Driver: Kagayaki no Takuto - Ginga Bishounen Densetsu – Benio Shinada